# Lutilodix imitratrix
Lutilodix imitratrix је пуж из реда Stylommatophora. 

## Угроженост
Ова врста се сматра угроженом.

## Станиште
Врста Lutilodix imitratrix има станиште на копну острва Норфолк.